# Élection présidentielle tanzanienne de 2015
L'élection présidentielle tanzanienne de 2015 se tient le 25 octobre 2015 en même temps que les élections législatives dans le cadre des élections générales afin d'élire le président de la république unie de Tanzanie ainsi que le vice-président. La constitution interdit au président Jakaya Kikwete de se représenter, celui ci ayant effectué deux mandats.

## Contexte
Le Chama cha Mapinduzi (CCM) a remporté toutes les élections présidentielles et législatives depuis l'instauration du multipartisme en 1992, que ce soit au niveau national ou à Zanzibar (les premières élections multi-partis datent de 1995 et ont lieu tous les 5 ans). Cependant le Parti pour la démocratie et le progrès (CHADEMA) progresse aux élections générales de 2010 ainsi qu'aux élections locales de 2014

## Système électoral
Le président de la Tanzanie est élu au scrutin uninominal majoritaire à un tour pour un mandat de cinq ans, renouvelable une seule fois,.

### Calendrier électoral
- 21 août : publication des listes des candidats aux législatives et à la présidentielle
- Du 22 août au 24 octobre : campagne électorale
- 25 octobre : jour de l'élection[1]

## Candidats
John Magufuli, ministre des Travaux publics sortant, est le candidat du Chama cha Mapinduzi (CCM, centre-gauche, parti du pouvoir sortant). Surnommé « le bulldozer » pour sa politique de construction de routes à travers le pays lorsqu'il était ministre, il affiche comme priorités la lutte contre la corruption ; l'emploi ; la poursuite de l'industrialisation, avec notamment l'exploitation des gisements de gaz naturel. Ceux-ci permettront, promet-il, de mettre fin aux coupures de courant inopinées.
Edward Lowassa est le candidat d'une coalition de quatre partis d'opposition : Démocratie et progrès (centre-droit), Front civique uni (libéral), NCCR–Mageuzi (social-démocrate), et la Ligue nationale pour la démocratie. Ancien Premier ministre contraint de démissionner en 2008 en raison d'accusations de corruption, Edward Lowassa était membre du CCM au pouvoir, dont il a démissionné lorsque le parti ne l'a pas choisi comme candidat pour ces élections.
Il y a six autres candidats.[Qui ?]

## Résultats
| Candidat                 | Candidat                  | Parti politique                                | Voix       | %     |
| ------------------------ | ------------------------- | ---------------------------------------------- | ---------- | ----- |
|                          | John Magufuli             | Chama cha Mapinduzi                            | 8 882 935  | 58,46 |
|                          | Edward Lowassa            | Parti pour la démocratie et le progrès         | 6 072 848  | 39,97 |
|                          | Anna Elisha Mghwira       | Alliance pour le changement et la transparence | 98 763     | 0,65  |
|                          | Lutalosa Yembe            | Alliance pour un changement démocratique       | 66 049     | 0,43  |
|                          | Hashim Rungwe Spunda      | Chama cha Ukombozi wa Umma                     | 49 256     | 0,32  |
|                          | Machmillan Elifatio Lyimo | Parti travailliste                             | 8 198      | 0,05  |
|                          | Janken Malik Kasambala    | Alliance de la reconstruction nationale        | 8 028      | 0,05  |
|                          | Fahmi Nassoro Dovutwa     | Parti démocratique populaire uni               | 7 785      | 0,05  |
|                          |                           |                                                |            |       |
| Votes valides            | Votes valides             | Votes valides                                  | 15 193 862 | 97,42 |
| Votes blancs et nuls     | Votes blancs et nuls      | Votes blancs et nuls                           | 402 248    | 2,58  |
| Total                    | Total                     | Total                                          | 15 596 110 | 100   |
| Abstention               | Abstention                | Abstention                                     | 7 565 330  | 32,66 |
| Inscrits / participation | Inscrits / participation  | Inscrits / participation                       | 23 161 440 | 67,34 |

## Suites
L'opposition à John Magufuli rejette les résultats et revendique la victoire.